# Madonna Rucellai
La Madonna Rucellai es una pintura sobre tabla del pintor italiano medieval tardío Duccio di Buoninsegna de Siena. Originalmente pintado para la Societa di Santa Maria Virginis de la iglesia de Iglesia de Santa María Novella, la pintura ahora reside en la Galería Uffizi de Florencia. La pintura describe a la Virgen y el Niño entronizados, rodeados por ángeles sobre un fondo de oro.

## Historia
El retablo fue encargado por la Compagnia dei Laudesi para la iglesia de Santa Maria Novella en Florencia. La Madonna Rucellai es el trabajo más temprano de Duccio del que hay documentación. Estuvo diseñado para el altar principal de la iglesia, pero el nombre actual refleja su uso más tardío en la capilla Rucellai de la familia dentro de la iglesia. En un contrato datado en 15 de abril de 1285, Duccio fue encargado de pintar un tablero para el cual debía cobrar 150 liras. Los requisitos únicos del contrato eran que la Virgen y el Niño y "otras figuras" tendrían que estar presentes, pero no se dieron otras instrucciones en cuanto a sus contenidos o estilo. El documento declaraba que si el trabajo final no gustaba, el artista retendría la posesión de la pintura y no se haría ningún pago.
En el siglo XVI, el historiador de arte Giorgio Vasari atribuyó erróneamente la Madonna Rucellai a  Cimabue, un contemporáneo de Duccio, en sus Vidas de los Pintores más Eminentes, Escultores, y Arquitectos. Esta equivocación permaneció durante siglos; en el siglo XIX Frederic Leighton mostró la Madonna Rucellai, desfilando a través de las calles, como la primera pintura importante de Cimabue  (1853-5).  En 1889, sin embargo, el historiador Franz Wickhoff comparó estilos entre la Madonna Rucellai y la Maestà de Duccio, y pronto otros críticos estuvieron de acuerdo en que Duccio, de hecho había pintado la Madonna.

## Descripción
.

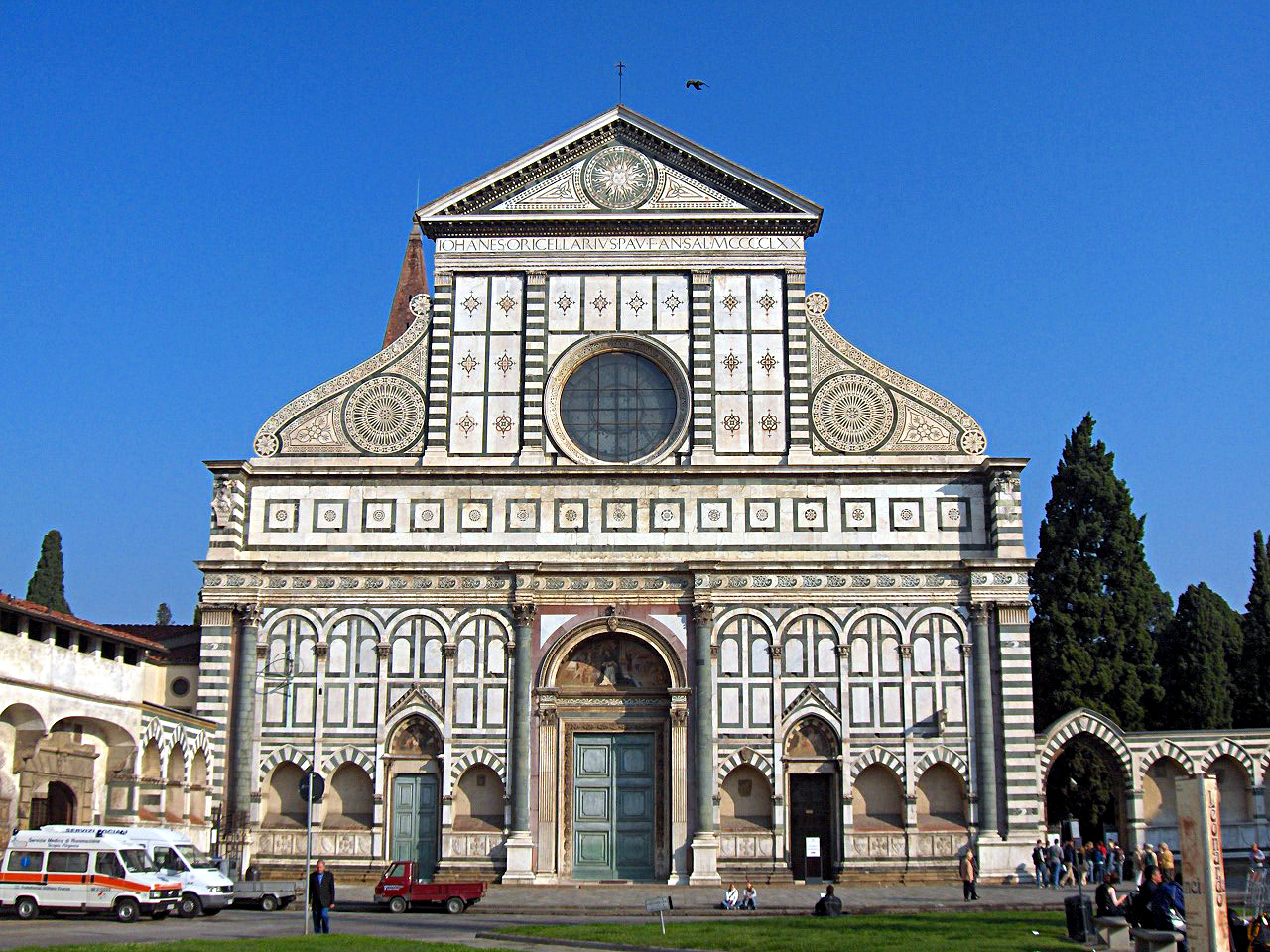
La fachada de Santa Maria Novella (1470), donde la Madonna Rucellai se mostró originalmente

El trabajo, que mide 4.5 por 2.9 metros, puede ser la pintura superviviente más grande del arte del siglo XIII italiano. El marco y la pintura están construidos de cinco tableros de chopo pegados juntos. Pintado con témpera, la túnica de la Virgen también había sido pintado con azurita, un descubrimiento hecho después de su limpieza en 1989. La Virgen es mostrada mirando directamente a los espectadores, mientras que el Cristo Niño está sentando en su regazo, dando la bendición. La Madonna es grande en escala, ocupando la mayoría del marco. Su túnica es finamente modelada y su halo de oro incide para iluminar su presencia. El uso de oro en Duccio representa la santidad de la familia y el reino ultraterreno que habitan. Se ven seis ángeles, aguantando el adornado trono, y están pintados en sombras de verdes, rosa, lila y azul. Sus posiciones delante y detrás del trono sugieren que están levantándolo o bajándolo a tierra. El marco está decorado con treinta medallones, conteniendo retratos de Apóstoles, profetas, santos y patriarcas. Está claro por la atención en el detalle que Duccio estaba altamente preocupado por el idealismo y la belleza, tratando cada figura suavemente, con adoración y rasgos delicados.